# Juan Gris
José Victoriano (Carmelo Carlos) González-Pérez (23 tháng 3 năm 1887 - 11 tháng 5 năm 1927), được biết nhiều hơn với tên Juan Gris, là một họa sĩ và nhà điêu khắc Tây Ban Nha sống và làm việc tại Pháp nhất của cuộc đời mình. Tác phẩm của ông, được kết nối chặt chẽ với sự xuất hiện của một thể loại sáng tạo nghệ thuật, xu hướng lập thể, trong số đặc biệt nhất của phong trào.
Sinh ra tại Madrid, Gris nghiên cứu bản vẽ cơ khí tại de Escuela Artes y Manufacturas ở Madrid 1902-1904, trong thời gian ông đã đóng góp những bản vẽ định kỳ địa phương. Từ 1904 đến 1905 ông học vẽ với các nghệ sĩ học tập José Maria Carbonero. Có lẽ là vào năm 1905 José González đã thông qua nhiều bút danh khác biệt Juan Gris.